# Classification décimale coréenne
La système de classification décimale coréenne (KDC) est un système de classification de bibliothèque utilisé en Corée du Sud. Les classes principales sont les mêmes que dans la classification décimale de Dewey mais elles sont dans un ordre différent : sciences naturelles 400, technologie et ingénierie 500, arts 600 et langue 700.

## Principales classes
- 000 Générales
- 100 Philosophie
- 200 Religion
- 300 Sciences sociales
- 400 Sciences naturelles
- 500 Technologie et ingénierie
- 600 Arts
- 700 Langue
- 800 Littérature
- 900 Histoire